# Verrucaria prominula
Verrucaria prominula är en lavart som beskrevs av Nyl. Verrucaria prominula ingår i släktet Verrucaria och familjen Verrucariaceae.   Inga underarter finns listade i Catalogue of Life.